# 小山田国次
小山田 国次（おやまだ くにつぐ）は、戦国時代の武将。

## 経歴・人物
天正3年（1575年）5月21日の長篠の戦いで戦死した。